# 中国の囲碁の招待棋戦
中国の囲碁の招待棋戦（ちゅうごくのいごのしょうたいきせん）
現代中国における、招待棋士による囲碁の棋戦。
シニア（ベテラン）棋士による棋戦は「元老戦」を参照。

## 全国囲棋名手招待戦
全国囲棋名手招待戦（全国围棋名手邀请赛）は1979年に成都で、男子と女子で行われた。四川省体育委員会、成都市体育委員会が主催。
- 1979年男子 聶衛平 - 黄徳勲
- 1979年女子 孔祥明 - 陳慧芳

## 中原杯囲棋招待戦
中原杯囲棋招待戦（中原杯围棋邀请赛）は1980年に鄭州で、男子と女子で行われた。
- 1980年男子 黄良玉 - 羅建元
- 1980年女子 孔祥明 - 豊雲

## 雲子杯囲棋招待戦
雲子杯囲棋招待戦（云子杯围棋邀请赛）は1980年、86年に昆明で、男子と女子で行われた。雲南棋廠、春城晩報、雲南省囲棋協会が主催。
- 1980年男子 聂卫平 - 李青海
- 1980年女子 華学明 - 牛力力
- 1986年 楊以倫 - 江鳴久

## 緬懐杯囲棋名手快棋戦
緬懐杯囲棋名手快棋戦（缅怀杯围棋名手快棋赛）は1982年に北京で行われた。
- 1982年 康占斌 - 楊暉

## 避暑山荘杯囲棋招待戦
避暑山荘杯囲棋招待戦（避暑山庄杯围棋邀请赛）は1982年に、避暑山荘のある承徳で、男子と女子で行われた。河北省体育委員会主催。
- 1982年男子 馬暁春 - 聶衛平
- 1982年女子 朱菊菲 - 郭鵑

## 国手奇魁戦
国手奇魁戦（国手夺魁战）は1982年に上海で、男子と女子で行われた。『囲棋月刊』主催。
- 1982年男子 聶衛平 - 馬暁春
- 1982年女子 楊暉 - 孔祥明

## 全国囲棋迎春招待戦
全国囲棋迎春招待戦（全国围棋迎春邀请赛）は1984年に南京で、男子と女子で行われた。
- 1984年男子 王海鈞 - 楊以倫
- 1984年女子 李楊 - 郭鵑

## 名手戦
名手戦（名手赛）は1984年に行われた。
- 1984年 王冠軍 - 黄希文

## 全国囲棋精英戦
全国囲棋精英戦（全国围棋精英赛）は1985年に上海で、男子と女子で行われた。上海体育委員会主催。
- 1985年男子 劉小光 - 銭宇平
- 1985年女子 孔祥明 - 楊暉・芮廼偉

## 全国名手招待戦
全国名手招待戦（全国名手邀请赛）は1985年に成都で行われた。
- 1985年 王冠軍 - 王元

## 翔遠杯国手快棋戦
翔遠杯国手快棋戦（翔远杯国手快棋赛）は1986年に行われた。
- 1986年 方天豊 - 銭宇平

## 竜城杯囲棋戦
竜城杯囲棋戦（龙城杯围棋赛）は1987年に行われた。
- 1987年 王亦民

## 振動杯青年十傑囲棋戦
振動杯青年十傑囲棋戦（振动杯青年十杰围棋赛）は1988年に鄭州で行われた。
- 1988年 倪林強 - 王冠軍

## 飛翔杯囲棋国手快棋戦
飛翔杯囲棋国手快棋戦（飞翅杯围棋国手快棋赛）は1988年に北京で行われた。
- 1988年 馬暁春 - 梁偉棠

## 牟銅杯全国囲棋招待戦
牟銅杯全国囲棋招待戦（牟铜杯全国围棋邀请赛）は1989年に昆明で行われた。
- 1989年 呉肇毅 - 張文東

## 北染杯全国囲棋少年精英招待戦
北染杯全国少年囲棋精英招待戦（北染杯全国少年围棋精英邀请赛）は1989年に北京で、男子と女子で行われた。北京棋院主催、北京染料廠後援。
- 1989年男子 朱燕銘 - 段嶸
- 1989年女子 黎春華 - 徐瑩

## 湖塘杯全国囲棋精英戦
湖塘杯全国囲棋精英戦（湖塘杯全国围棋精英赛）は1989年に常州で行われた。
- 1989年 芮廼偉 - 曹大元

## 健力宝杯中国囲棋名手招待戦
健力宝杯中国囲棋名手招待戦（健力宝杯中国围棋名手邀请赛）は1989年に北京で行われた。
- 1989年 張文東 - 劉小光

## 呂溝烏金杯全国青年囲棋選抜戦
呂溝烏金杯全国青年囲棋選抜戦（吕沟乌金杯全国青年围棋选拔赛）は1989年に鄭州で、高段組と低段組で行われた。
- 1989年高段組 王劍坤 - 廖桂永
- 1989年低段組 方捷

## 大興杯囲棋国手快棋戦
大興杯囲棋国手快棋戦（大兴杯围棋国手快棋赛）は1990年に北京で行われた。
- 1990年 馬暁春 - 兪斌

## 楚海杯囲棋王位戦
楚海杯囲棋王位戦（楚海杯围棋王位赛）は1990年に武漢で行われた。
- 1990年 聶衛平 - 呉肇毅

## 滕州杯囲棋国手招待戦
滕州杯囲棋国手招待戦（滕州杯围棋国手邀请赛）は1990年に滕州で行われた。
- 1990年 聶衛平 - 馬暁春

## 宝豊酒杯中原棋王戦
宝豊酒杯中原棋王戦（宝丰酒杯中原棋王赛）は1990年に鄭州で行われた。
- 1990年 劉小光 - 王冠軍

## 馬山杯全国囲棋八強戦
馬山杯全国囲棋八強戦（马山杯全国围棋八强赛）は1990年に無錫で行われた。
- 1990年 聶衛平 - 劉小光

## 飛達杯国手快棋戦
飛達杯国手快棋戦（飞达杯国手快棋赛）は1990年に無錫で行われた。
- 1990年 陳祖徳 - 劉小光

## 宝勝電纜杯囲棋戦
1991年から1998年まで行われた。「宝勝電纜杯囲棋戦」参照。

## 盧陽保険杯中国囲棋名人招待戦
盧陽保険杯中国囲棋名人招待戦（庐阳保险杯中国围棋名人邀请赛 ）は1991年に合肥で行われた。
- 1991年 銭宇平 - 劉小光

## 豊陵美酒杯囲棋国手戦
豊陵美酒杯囲棋国手戦（丰陵美酒杯围棋国手赛）は1991年に豊陵で行われた。
- 1991年 銭宇平 - 陳臨新

## 恒通杯全国囲棋招待戦
恒通杯全国囲棋招待戦（恒通杯全国围棋邀请赛）は1991年に行われた。
- 1991年 梁鶴年

## 建行杯全国囲棋招待戦
建行杯全国囲棋招待戦（建行杯全国围棋邀请赛）は1992年に平頂山で行われた。平頂山市域協会主催、建設銀行平頂山支行協力。
- 1992年 陸軍 - 廖桂永

## 普陀杯名人囲棋招待戦
普陀杯名人囲棋招待戦（普陀杯名人围棋邀请赛）は1992年に上海で行われた。
- 1992年 邵煒剛 - 劉小光

## 安舒宝杯囲棋快棋招待戦
安舒宝杯囲棋快棋招待戦（安舒宝杯围棋快棋邀请赛）は1993年に南通で行われた。
- 1993年 劉小光 - 曹大元

## 中国囲棋四強快棋戦
中国囲棋四強快棋戦（中国围棋四强快棋赛）は1994年に杭州で行われた。
- 1994年 聶衛平

## 中国囲棋王位戦
中国囲棋王位戦（中国围棋王位战）は1992-94年に北京で行われた。
- 1994年 劉小光 - 楊暉

## 旭華杯名人戦
旭華杯名人戦（旭华杯名人赛）は1994年に行われた。
- 1994年 劉小光 - 楊暉

## 全国鉄路体育検閲大会
全国鉄路体育検閲大会（全国铁路体育检阅大会）は1995年に行われた。
- 1995年 王海鈞

## 全国囲棋国手招待戦
全国囲棋国手招待戦（全国围棋国手邀请赛）は1995年に西安で行われた。
- 1995年 呉肇毅 - 梁偉棠

## STV新聞棋戦
STV新聞棋戦（STV新闻棋战）は1995年に上海で行われた。上海STV主催。
- 1995年 馬暁春 - 陳祖徳

## 栄冠杯全国囲棋名人招待戦
栄冠杯全国囲棋名人招待戦（荣冠杯全国围棋名人邀请赛）は1995年にフフホトで行われた。
- 1995年 馬暁春 - 陳臨新

## 中環杯囲棋戦
中環杯囲棋戦（中环杯围棋赛）は1995年に北京で行われた。中国囲棋協会主催、中華全国体育総会連絡部共催、中環股份有限公司協賛。
- 1995年 丁偉 - 豊雲

## 龍山和和杯双龍争覇戦
龍山和和杯双龍争覇戦（龙山和和杯双龙争霸赛）は1995年に南京で行われた。
- 1995年 馬暁春 - 聶衛平

## 江鈴杯囲棋名人快棋戦
江鈴杯囲棋名人快棋戦（江铃杯围棋名人快棋赛）は1995年に南昌で行われた。南昌市主催。
- 1995年 王元 - 鄭弘

## 中国囲棋頂尖四強戦
中国囲棋頂尖四強戦（中国围棋顶尖四强赛）は1996年に蘇州で行われた。
- 1996年 馬暁春 - 劉小光

## 郵政儲蓄杯全国囲棋名人招待戦
郵政儲蓄杯全国囲棋名人招待戦（邮政储蓄杯全国围棋名人邀请赛）は1996年に深圳で行われた。
- 1996年 曹大元 - 劉小光

## 大国杯全国囲棋名人招待戦
大国杯全国囲棋名人招待戦（大国杯全国围棋名人邀请赛）は1996年に合肥で行われた。
- 1996年 兪斌 - 曹大元

## 牡丹卡杯全国囲棋名手戦
牡丹卡杯全国囲棋名手戦（牡丹卡杯全国围棋名手赛）は1997年に昆明で行われた。雲南省主催。
- 1997年 王煜輝 - 丁偉

## 中国囲棋国手招待戦
中国囲棋国手招待戦（中国围棋国手邀请赛）は1997年に武漢で行われた。
- 1997年 聶衛平 - 王汝南

## 鄒郎御酒杯囲棋青年精英戦
鄒郎御酒杯囲棋青年精英戦（邹郎御酒杯围棋青年精英赛）は1997年に重慶で行われた。
- 1997年 王磊

## 全国囲棋女子元老戦
全国囲棋女子元老戦（全国围棋女子元老赛）は1997年に成都で行われた。
- 1997年 張成華 - 金茜倩

## 交通杯国手招待戦
交通杯国手招待戦（交通杯国手邀请赛）は1997年に瀘州で行われた。
- 1997年 劉小光 - 曹大元

## 徳隆農業杯囲棋名人招待戦
徳隆農業杯囲棋名人招待戦（德隆农业杯围棋名人邀请赛）は1997年にウルムチで行われた。中国囲棋協会、人民日報主催、徳隆農牧発展有限公司後援。
- 1997年 馬暁春 - 邵煒剛

## 大富豪酒業杯中国囲棋精英戦
大富豪酒業杯中国囲棋精英戦（大富豪酒业杯中国围棋精英赛）は1997年に鄭州で行われた。
- 1997年 常昊 - 聶衛平

## 囲棋新老国手対抗戦
囲棋新老国手対抗戦（围棋新老国手対抗赛）は1997年に銀川で行われた。
- 1997年 王磊 - 聶衛平

## 中国囲棋四強争覇戦
中国囲棋四強争覇戦（中国围棋四强争霸赛）は1998年に貴陽で行われた。
- 1998年 馬暁春 - 聶衛平

## 中国囲棋名人快棋招待戦
中国囲棋名人快棋招待戦（中国围棋名人快棋邀请赛）は1998年に武漢で行われた。
- 1998年 馬暁春 - 陳祖徳

## 庫爾勒杯中国職業女子囲棋戦
庫爾勒杯中国職業女子囲棋戦（库尔勒杯中国职业女子围棋赛）は1998年に庫爾勒で行われた。コルラ市主催。
- 1998年 豊雲 - 于梅玲

## 古田杯囲棋四強招待戦
古田杯囲棋四強招待戦（古田杯围棋四强邀请赛）は1998年に福州で行われた。
- 1998年 常昊 - 邵煒剛

## 長東杯囲棋名手招待戦
長東杯囲棋名手招待戦（长东杯围棋名手邀请赛）は1998年に福州で行われた。
- 1998年 馬暁春 - 兪斌

## 双輪杯中国囲棋国手招待戦
双輪杯中国囲棋国手招待戦（双轮杯中国围棋国手邀请赛）は1998年に合肥で行われた。
- 1998年 兪斌 - 邵煒剛

## 金港杯中国囲棋快棋王招待戦
金港杯中国囲棋快棋王招待戦（金港杯中国围棋快棋王邀请赛）は1998年に寧波で行われた。
- 1998年 曹大元 - 兪斌

## 聖雪絨杯囲棋王戦
聖雪絨杯囲棋王戦（圣雪绒杯围棋王战）は1998-99年に北京で行われた。
- 1999年 羅洗河 - 古力

## 河北証券杯新鋭争覇戦
河北証券杯新鋭争覇戦（河北证券杯新鋭争霸赛）は1999年に石家庄で行われた。
- 1999年 王磊 - 邱峻

## 浙江電信通訊杯囲棋名手快棋招待戦
浙江電信通訊杯囲棋名手快棋招待戦（浙江电信通讯杯围棋名手快棋邀请赛）は1999年に杭州で行われた。
- 1999年 陳祖徳 - 馬暁春

## 宏宇杯囲棋国手四強争覇戦
宏宇杯囲棋国手四強争覇戦（宏宇杯围棋国手四强争霸赛）は1999年に武漢で行われた。
- 1999年 馬暁春 - 常昊

## 龍之覇囲棋四強戦
龍之覇囲棋四強戦（龙之霸围棋四强赛）は2000年にハルビンで行われた。
- 2000年 馬暁春 - 常昊

## 名盛杯囲棋棋王争覇戦
名盛杯囲棋棋王争覇戦（名盛杯围棋棋王争霸赛）は2000年に広州で行われた。
- 2000年 孔傑 - 馬暁春

## 華山論道囲棋精鋭戦
2001年から2004年まで行われた。「華山論道囲棋精鋭戦」参照。

## 重慶建設空調杯王中王職業高手囲棋戦
重慶建設空調杯王中王職業高手囲棋戦（重庆建设空调杯王中王职业高手围棋赛）は2001年に重慶で行われた。重慶建設集団主催。
- 2001年 古力 - 劉菁

## 微軟杯新春囲棋招待戦
微軟杯新春囲棋招待戦（微软杯新春围棋邀请赛）は2001年に杭州で行われた。
- 2001年 馬暁春 - 劉小光

## 囲棋新鋭洛陽争覇戦
囲棋新鋭洛陽争覇戦（围棋新锐洛阳争霸赛）は2001年に洛陽で行われた。
- 2001年 周鶴洋 - 常昊

## 華潤飯店杯囲棋超覇戦
華潤飯店杯囲棋超覇戦（华润饭店杯围棋超霸赛）は2002-03年に北京で行われた。
- 2002年 兪斌 - 聶衛平
- 2003年 周鶴洋 - 聶衛平

## 龍泉杯中国囲棋八強招待戦
龍泉杯中国囲棋八強招待戦（龙泉杯中国围棋八强邀请赛）は2002-03年に北京で行われた。優勝賞金は3万元。
- 2002年 王煜輝 - 常昊
- 2003年 常昊 - 兪斌

## 仙女湖杯中国囲棋名人招待戦
仙女湖杯中国囲棋名人招待戦（仙女湖杯中国围棋名人邀请赛）は2002年に新余で行われた。
- 2002年 常昊 - 兪斌

## 蘭山電子杯蒙山囲棋四強戦
蘭山電子杯蒙山囲棋四強戦（兰山电子杯蒙山围棋四强赛）は2004年に蒙陰で行われた。
- 2004年 馬暁春 - 曹大元

## 天龍杯龍虎争覇戦
天龍杯龍虎争覇戦（天龙杯龙虎争覇赛）は2005年に重慶で行われた。
- 2005年 常昊 - 古力

## 龍居山庄杯中国囲棋最強戦
龍居山庄杯中国囲棋最強戦（龙居山庄杯中国围棋最强赛）は2006年に合肥で行われた。優勝賞金は5万元。
- 2006年 古力 - 常昊

## 六大茶山杯中国囲棋招待戦
六大茶山杯中国囲棋招待戦（六大茶山杯中国围棋邀请赛）は2007年に臨滄で行われた。
- 2007年 羅洗河 - 馬暁春

## 新興国弈杯囲棋精英戦
新興国弈杯囲棋精英戦（新兴国弈杯围棋精英赛）は2007年に北京で行われた。
- 2007年 馬笑冰 - 檀嘯

## 水岸帝景杯職業囲棋公開戦
水岸帝景杯職業囲棋公開戦（水岸帝景杯职业围棋公开赛）は2007年に杭州で行われた。中国棋院杭州分院、杭州棋院、杭州新紫雲房地産開発有限公司主催。 
- 2007年 朱元豪 - 羅徳隆

## 大香林杯中国囲棋超強争覇戦
大香林杯中国囲棋超強争覇戦（大香林杯中国围棋超强争霸赛）は2007年に紹興で行われた。
- 2007年 羅洗河 - 古力

## 穰東服装杯中国囲棋名人招待戦
穰東服装杯中国囲棋名人招待戦（穰东服装杯中国围棋名人邀请战）は2008年に鄧州で行われた。中国囲棋協会、鄧州市主催、聶衛平囲棋道場、穰東鎮人民政府、北京大湖文化発展有限公司共催。
- 2008年 劉小光 - 聶衛平

## 香港李万山杯嶺峰対決
香港李万山杯嶺峰対決（香港李万山杯巅峰对决）は2008年に広州で行われた。
- 2008年 古力 - 常昊

## 銭江新城杯中国囲棋名人招待戦
銭江新城杯中国囲棋名人招待戦（钱江新城杯中国围棋名人邀请赛）は2008年に杭州で行われた。中国棋院、銭江新城管理委員会、杭州棋院主催、杭州市囲棋協会後援。
- 2008年 馬暁春 - 周俊勲

## 生活家杯中国囲棋争覇戦
生活家杯中国囲棋争覇戦（生活家杯中国围棋争覇赛）は2009年に、大連、杭州、成都、哈爾浜の4地区で、アマチュア少年のクラス別トーナメント戦、及びプロ棋士の各世代代表4名によるトーナメント戦が行われた。
- 主催 新生活家市業制品有限公司（広東省中山市）、中国棋院
- 優勝賞金 10万元

成績
- 大連戦
  - 第1戦(5/24) 兪斌 - 聶衛平、古力 - 常昊
  - 第2戦(5/25) 兪斌 - 古力、常昊 - 聶衛平
- 杭州戦
  - 第1戦(6/15) 常昊 - 兪斌、古力 - 聶衛平
  - 第2戦(6/16) 常昊 - 古力、兪斌 - 聶衛平
- 成都戦
  - 第1戦(7/13) 古力 - 兪斌、常昊 - 聶衛平
  - 第2戦(7/14) 古力 - 常昊、兪斌 - 聶衛平
- 哈爾浜戦
  - 第1戦(8/25) 古力 - 兪斌、聶衛平 - 常昊
  - 第2戦(8/26) 古力 - 聶衛平、兪斌 - 常昊

総順位 1位:古力(2回)、2位:兪斌・常昊(1回)、4位:聶衛平
外部リンク
- 新浪体育「生活家杯中国围棋争霸赛」

## 河北体彩杯中国囲棋名人招待戦
河北体彩杯中国囲棋名人招待戦（河北体彩杯中国围棋名人邀请赛）は2009年に石家庄で行われた。
- 2009年 聶衛平 - 陳祖徳

## 野狐杯囲棋招待戦
野狐杯囲棋招待戦（野狐杯围棋邀请赛）は2009-10年に北京で行われた。野狐網後援。
- 2009年 周睿羊 - 羅徳隆
- 2010年 周睿羊

## 龍一道杯職業囲棋精英戦
龍一道杯職業囲棋精英戦（龙一道杯职业围棋精英赛）は2009-11年に北京で行われた。龍一道囲棋研究会主催。優勝賞金1万元。
- 2009年 陳浩 - 党毅飛
- 2010年 孫力
- 2011年 周振宇

## 聯通浪漫杯職業囲棋招待戦
聯通浪漫杯職業囲棋招待戦（联通浪漫杯职业围棋邀请赛）は2009年に北京で行われた。弈城聯通棋友会主催、烏海市広泰司政工程公司後援。
- 2009年 毛睿龍 - 趙守洵

外部リンク
- 捜狐体育「联通杯决赛首局毛睿龙胜赵守洵」

## 青島縁一暖倍幾杯囲棋挑戦戦
青島縁一暖倍幾杯囲棋挑戦戦（青岛缘-暖倍儿杯围棋挑战赛）は2010年に青島で行われた。青島市体育総会、青島市囲棋協会主催、青島晩報囲棋倶楽部共催。
- 2010年 謝赫 - 王煜輝

## 九好杯囲棋国手招待戦
九好杯囲棋国手招待戦（九好杯围棋国手邀请赛）は2010年に杭州で行われた。中国囲棋協会、中国棋院杭州分院、杭州市体育局主催、九好集団、家博国際、浙江金永信投資管理公司、中企実業共催。
- 2010年 古力 - 羅洗河

## 霊芝之郷囲棋名人招待戦
霊芝之郷囲棋名人招待戦（灵芝之乡围棋名人邀请赛）は2010年に安徽で行われた。
- 2010年 陳祖徳 - 王汝南

## 晋城煤銷杯混双招待戦
晋城煤銷杯混双招待戦（晋城煤销杯混双邀请赛）は2011年に晋城で行われた。
- 2011年 聶衛平・華学明 - 邵煒剛・芮廼偉

## 天楽杯名人争覇戦
天楽杯名人争覇戦（天乐杯名人争霸赛）は2011年に嵊州で行われた。天楽公司後援。優勝賞金8万元。
- 2011年 曹大元 - 馬暁春

## 迎新杯プロ囲棋戦
迎新杯プロ囲棋戦（迎新杯职业围棋赛）は、2012年1月に中国棋院で、9局のリーグ戦で行われた。
- 主催 葛玉宏囲棋道場プロ研究会
- 優勝賞金 1万5000元

結果
- 1位 陶欣然（9-0）、2位 連笑、李豪傑（7-2）

外部リンク
- 「“迎新杯”职业围棋赛落幕 陶欣然九连胜」

## 大重九杯中国囲棋精英戦
大重九杯中国囲棋精英戦（大重九杯中国围棋精英赛）は、2012年7月27-30日に成都市望江ホテルで、招待選手16名によるトーナメント戦で行われた。

- 主催 中国棋院
- 共催 成都囲棋連合総会、成都棋院
- 後援 紅雲紅河集団
- 優勝賞金 20万元
- 出場選手:棋士ランキング上位14名、および四川、雲南の招待選手各1名の、計16名。

結果
- 1回戦 江維傑 - 周睿羊、陳耀燁 - 柁嘉熹、胡耀宇 - 牛雨田、孟泰齢 - 孔傑、時越 - 謝赫、王尭（雲南） - 党毅飛（四川）、王檄 - 古力、朴文尭 - 檀嘯
- 2回戦 江維傑 - 陳耀燁、胡耀宇 - 孟泰齢、時越 - 王尭、王檄 - 朴文尭
- 準決勝 江維傑 - 胡耀宇、時越 - 王檄
- 決勝戦 江維傑 - 時越

## 中国囲棋名人廈門招待戦
中国囲棋名人廈門招待戦（中国围棋名人厦门邀请赛）は、2014年7月14-17日に廈門市で行われた。過去の名人戦優勝者8名が紅藍2チームに分かれて対抗戦3戦を実施。賞金総額は50万元。結果は通算6勝6敗の引き分けとなった。
- 第1戦: 紅組 1-3 藍組
  - 馬暁春 ◯-× 劉小光
  - 周鶴洋 ×-◯ 常昊
  - 檀嘯 ×-◯ 邱峻
  - 陳耀燁 ×-◯ 江維傑
- 第2戦: 紅組 3-1 藍組
  - 馬暁春 ◯-× 劉小光
  - 檀嘯 ◯-× 常昊
  - 周鶴洋 ×-◯ 江維傑
  - 陳耀燁 ◯-× 邱峻
- 第1戦: 紅組 2-2 藍組
  - 馬暁春 ◯-× 劉小光
  - 周鶴洋 ×-◯ 邱峻
  - 檀嘯 ×-◯ 江維傑
  - 陳耀燁 ◯-× 常昊

（常昊は古力の代理で出場）

## 太陽谷避暑季四城市囲棋嶺鋒対決戦
太陽谷避暑季四城市囲棋嶺鋒対決戦（太阳谷避暑季四城市围棋巅峰对决赛）は、2014年9月26-27日に、貴陽市で、四都市の代表棋士によるトーナメント戦で行われた。また4都市のアマチュア選手による対戦も行われた。
- 主催 中国囲棋協会
- 共催 貴州省棋類協会、貴陽棋院、貴陽市棋類協会、貴陽棋院胡小河分院
- 協賛 貴州黔中鉄旅文化産業発展有限公司
- 優勝賞金 10万元
- 持時間は1手30秒、1分の秒読み10回

結果
- 1回戦 唐韋星（貴陽市） - 羅洗河（長沙市）、党毅飛（成都市） - 王檄（重慶市）
- 決勝戦 唐韋星 - 党毅飛、3位決定戦 王檄 - 羅洗河

## 偉星杯世界囲棋冠軍招待戦
偉星杯世界囲棋冠軍招待戦（伟星杯世界围棋冠军邀请赛）は、2015年1月16-17日に、蕪湖市で行われた。蕪湖市棋類協会主催。優勝賞金15万元。また同年以降、偉星杯中国業余公開戦が毎年開催されている。
- 1回戦 柁嘉熹 - 羋昱廷、江維傑 - 唐韋星
- 決勝戦 柁嘉熹 - 江維傑

## 寧波杭州湾方太杯世界冠軍争覇戦
寧波杭州湾方太杯世界冠軍争覇戦（宁波杭州湾方太杯围棋世界冠军争霸赛）は、2017年11月2-3日に寧波市杭州湾で開催された。
- 主催 国家体育総局棋牌運動管理センター・中国棋院、寧波杭州湾新区開発建設管理委員会
- 優勝賞金 80万元

結果
- 1回戦 周睿羊 - 陳耀燁、時越 - 柁嘉熹、江維傑 - 檀嘯、柯潔 - 范廷鈺
- 準決勝 周睿羊 - 時越、江維傑 - 柯潔、
- 決勝戦 周睿羊 - 江維傑

外部リンク
- 米尔体育「宁波冠军邀请赛周睿羊夺冠」

## 昌江棋子湾中国囲棋冠軍招待戦
昌江棋子湾中国囲棋冠軍招待戦（昌江棋子湾中国围棋冠军邀请赛）は、2017年3月18-19日に海南省棋子湾にて、海南省青少年围棋锦标赛と並行して開催された。
- 主催 中国棋院、海南省文化広電出版体育庁
- 共催 昌江リー族自治県人民政府
- 優勝賞金 男子組:10万元、女子組:5万元

結果
- 男子組
  - 1回戦 古力 - 聶衛平、常昊 - 馬暁春
  - 決勝戦 古力 - 常昊
- 女子組
  - 1回戦 於之瑩 - 魯佳、陸敏全 - 李赫
  - 決勝戦 於之瑩 - 陸敏全

外部リンク
- 搜狐「古力获得2017昌江棋子湾中国围棋冠军邀请赛冠军」2017.3.20

## 天下第一蓋龍虎超級戦
天下第一蓋龍虎超級戦（天下第一盖龙虎超级赛）は、2019年6月26日に、重慶市秀山土家族苗族自治県にて、第1回金山銀山旅遊文化祭の一環として開催された。この対局では、会場の25m四方の巨大碁盤の上に、白黒の服を着た200人が碁石に扮する人間囲碁も行われた。
結果: 常昊 - 古力
外部リンク
- 中国网「围棋世界冠军常昊古力在川河盖上演“龙虎争霸”巅峰对弈」2019.6.28

## 奉賢新城杯囲棋大師戦
奉賢新城杯囲棋大師戦（奉贤新城杯围棋大师赛）は、上海市奉賢区で、2021年5月15-16日に、招待棋士8名によって開催された。持時間はなし、30秒の秒読み10回。
- 主催 上海市体育局、上海市奉賢区人民政府、中国囲棋協会
- 優勝賞金 8万元

結果
- 1回戦 羅洗河 - 孔傑、王汝南 - 華以剛、古力 - 曹大元、馬暁春 - 劉小光
- 準決勝 羅洗河 - 王汝南、古力 - 馬暁春
- 決勝戦 羅洗河 - 古力

外部リンク
- 野狐围棋「大师赛马晓春刘小光冤家路窄 古力八冠王成色“受检”」2021.5.15
- 新浪体育「奉贤新城杯大师赛罗洗河夺冠 八冠王古力屈居亚军」2021.5.16

## 中国女子職業囲棋名手深圳招待戦
2023年に開催。「中国女子囲棋名手戦」を参照。

## 四川能投杯中国囲棋世界冠軍招待戦
四川能投杯中国囲棋世界冠軍招待戦（四川能投杯中国围棋世界冠军邀请赛）は、2024年3月30-31日に、四川省成都市で、世界戦優勝棋士8名によって行われた。持時間は1手30秒、1分の秒読み10回。
- 主催 中国囲棋協会、四川能投集団
- 共催 四川省囲棋協会
- 優勝賞金 15万元

| 1回戦 - 謝爾豪 - 羅洗河 - 古力 - 時越 - 党毅飛 - 唐韋星 - 檀嘯 - 辜梓豪 | 準決勝 - 謝爾豪 - 古力 - 党毅飛 - 檀嘯 | 決勝戦 - 謝爾豪 - 党毅飛 |

外部リンク
- 新华网「中国围棋世界冠军邀请赛成都开赛」2024.3.30
- 新华网「谢尔豪问鼎中国围棋世界冠军邀请赛」2024.4.1